# محاكمات داخاو

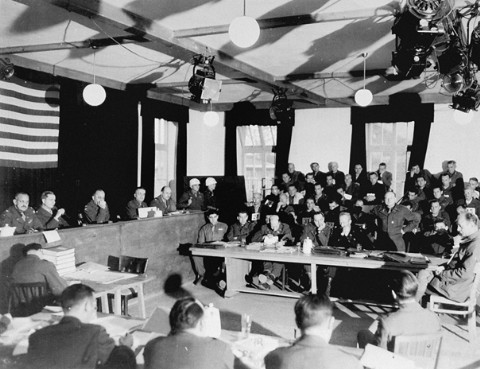
شهد SS سابقًا - Sturmbannführer Friedrich Weitzel ، الضابط المسؤول عن توزيع الطعام والملابس في داخاو ، أثناء المحاكمات.

أجريت محاكمات داخاو لجميع مجرمي الحرب الذين تم القبض عليهم في مناطق الولايات المتحدة في ألمانيا والنمسا المحتلة، وكذلك بالنسبة للأفراد المتهمين بارتكاب جرائم حرب ضد المواطنين الأمريكيين وأفرادها العسكريين. أُجريت المحاكمات، التي جرت داخل أسوار معسكر اعتقال داخاو السابق، بالكامل من قبل أفراد عسكريين أمريكيين تم منح سلطتهم القانونية من قبل إدارة المحامي العام داخل الجيش الأمريكي الثالث. تأسس داخاو في 10 مارس 1933 في داخاو، على بعد 12 ميلًا تقريبًا شمال ميونيخ،  وتم تحريره في 29 أبريل 1945.  عقدت محاكمات داخاو في محتشد داخاو بسبب وجود المخيمات التي لديها مرافق لعقد المحاكمات، وكذلك لأن العديد من هؤلاء السجناء الذين عملوا هناك كانوا محصورين في المبنى. 
كان المدعي العام لمحكمة داخاو العسكرية ويليام دينسون، 32 سنة، وهو محام بالجيش الأمريكي.  وكان كبير محامي الدفاع اللفتنانت كولونيل دوجلاس تي بيتس جونيور، ضابط مدفعية ومحامي من سنترفيل، تينيسي.

## الإجراءات
بدأت المحاكمات في نوفمبر 1945 وتم تأجيلها في ديسمبر. تم احتجازهم من قبل المحكمة العسكرية الأمريكية، بدون هيئة محلفين، ولكن بدلاً من ذلك من قبل لجنة من سبعة رجال، واحد منهم ضليع في القانون العسكري الدولي.  كان الادعاء مختلفًا عن معظم المحاكمات، حيث كان عبء الإثبات يقع على الدفاع.  وكانت التهم التي ينفذها جيش الولايات المتحدة ضد الألمان مثل حراس المعسكر وبعض وحدات قوات الأمن الخاصة والعاملين الطبيين الذين شاركوا في جرائم حرب ضد مواطنين متحالفين.  تألفت محاكمات داخاو من 465 مكحاكمة ليس فقط من محتشد اعتقال داخاو، ولكن أيضًا معسكر اعتقال فلوسنبرج، ومعسكر اعتقال ماوتهاوزن-غوسن، ومعسكر اعتقال نوردهاوزن، ومعسكر اعتقال بوخنوالد، ومجمع معسكر اعتقال مولدورف.  في 13 ديسمبر 1947  عندما تم تأجيل المحاكمات، تمت محاكمة ما يقرب من 1200 متهم بنسبة إدانة تبلغ 73٪ تقريبًا. 
على عكس المحاكمات العسكرية الدولية في نورمبرج التي حاكمت مجرمي الحرب النازيين الرئيسيين الخاضعين للولاية القضائية لقوى الاحتلال الأربع، عقدت محاكم داخاو حصريًا من قبل جيش الولايات المتحدة بين نوفمبر 1945 وأغسطس 1948. كانت الإجراءات مماثلة لمحاكمات نورمبرغ الـ12 بعد عام 1946 التي أجرتها الولايات المتحدة فقط.
عُقدت جميع الجلسات في داخاو لأنها كانت، في ذلك الوقت، أشهر معسكرات الاعتقال النازية وستكون بمثابة خلفية للمحاكمات من خلال التأكيد على الفساد الأخلاقي للنظام النازي.
خلال ما يقرب من ثلاث سنوات، حاكمت المحاكم العسكرية الأمريكية 1672 مجرم حرب ألماني متهم في 489 دعوى منفصلة. أُدين ما مجموعه 1416 من أعضاء النظام النازي السابقين؛ ومن بين هؤلاء، حصل 297 حكماً بالإعدام وحُكم على 279 بالسجن مدى الحياة. تم إرسال جميع السجناء المدانين إلى سجن مجرمي الحرب رقم 1 في لاندسبرغ إم لش لقضاء عقوباتهم أو شنقهم.
تتعلق اثنتان من أكثر المحاكمات انتشارًا بأنشطة القوات الألمانية خلال معركة الثغرة في أواخر عام 1944. في محاكمة مذبحة مالميدي، تم إدانة 73 من أعضاء فافن إس إس بإعدام 84 من أسرى الحرب الأمريكيين خلال الهجوم. في محاكمة أخرى، تم العثور على الكوماندوز الألماني السابق أوتو سكورزيني وتسعة ضباط من لواء بانزر 150، غير مذنبين لخرقهم قواعد الحرب المخالفة لاتفاقية لاهاي لعام 1907 لارتدائهم الزي العسكري الأمريكي في عملية علم كاذبة، عملية غرايف..